# Giuseppe Colarieti Tosti
Giuseppe Colarieti Tosti (Rieti, 20 luglio 1873 – Rieti, 26 maggio 1949) è stato un pittore, scultore, ceramista e restauratore italiano.

## Biografia
Nacque a Rieti il 20 luglio 1873 da Icilio e Marta Rossi, esponenti di una ricca famiglia di argentieri ed orefici.
All'età di vent'anni decise di intraprendere l'attività di pittore e si distaccò dalla famiglia, andando a vivere prima a Firenze (1893-1896) e poi a Roma, dove si diplomò all'accademia di belle arti. A Roma il Colarieti Tosti si avvicinò al divisionismo e stabilì uno studio in Via Margutta, divenendo un punto di riferimento tra i giovani che aderivano alla corrente; inoltre entrò in buoni rapporti con Giuseppe Pellizza da Volpedo, che aveva conosciuto a Firenze.
Nel novembre del 1897 sposò Laura Agamennone dalla quale ebbe quattro figli: Angela, Elena, Valentina e Lionello. In seguito al matrimonio si trasferì a Milano, dove si guadagnava da vivere pubblicando articoli di critica artistica e di archeologia, mentre la moglie lavorava come ricamatrice. Nel 1901 fece ritorno a Rieti dove ottenne una cattedra come insegnante di arte, e fu nominato direttore del Museo Civico (provvedendo al suo riordinamento e al restauro di alcune opere). Negli anni seguenti il Colarieti Tosti ridusse l'attività di pittore e si dedicò prevalentemente al restauro e alla conservazione delle opere appartenenti al patrimonio artistico del circondario reatino.
Successivamente il Colarieti Tosti si trasferì in Umbria, dove abbandonò l'insegnamento e iniziò a lavorare per la sovrintendenza ai monumenti della regione. In particolare visse a lungo a Montefalco e soggiornò spesso in diversi conventi dove era solito ritirarsi in ascesi. In questo periodo eseguì restauri a Spoleto, Gubbio, Assisi, Spello e Perugia.
A Gubbio eseguì nel 1912 i disegni del mobile in cui sono tuttora esposte le Tavole Eugubine nel Palazzo dei Consoli.
Colarieti Tosti fu anche modellatore e decoratore di vasi, piatti e piastrelle, nonché disegnatore dei motivi che venivano ricamati nella manifattura di biancheria che la moglie gestiva a Rieti, e anche autore di poesie in vernacolo reatino.